# Plánované propouštění rizikového pacienta z lůžkové péče
K plánovanému propouštění (discharge planning) rizikového pacienta z lůžkové péče dochází ve chvíli, kdy má být pacient propuštěn z nemocnice. Toto plánování začíná už při přijetí pacienta do péče. Cílem u rizikových pacientů je zajistit kvalitní a dostupnou následnou péči v domově pacienta, nebo následné zdravotní a sociální služby nutné k zachování zdravotního stavu a zajištění každodenního fungování pacienta. Na tom spolu spolupracují zdravotníci, sociální pracovník, rodina pacienta případně pečovatelé, a hlavně sám pacient.

## Definice rizikového pacienta
Rizikový pacient je ten, jehož zdravotní stav komplikuje jeho současnou životní situaci, a který už není v plné míře schopen postarat se o své základní životní potřeby vlastními silami. Rizikovým pacientem rozumíme člověka přijatého do péče nemocnice, který vykazuje známky chronického či dlouhodobého onemocnění, nebo zdravotního postižení (tělesného i duševního), ale také člověka se sníženou soběstačností (například křehkého seniora).

## Péče o rizikové pacienty
Při péči o rizikového pacienta se můžeme často dostávat do rolí, v nichž máme nad pacientem částečnou nebo úplnou moc. Při výkonu práce je třeba si být této role vědom a podle toho jednat. Profesionální přístup je nutností a není podmíněn vděčností pacienta. Měl by se však vždy opírat o lidský a trpělivý přístup. Ve vystupování je důležitá trpělivost, rozvážnost, přiměřené sebevědomí a sebeovládání.

### Komunikace
Komunikace s pacientem začíná již od samotného přijetí do péče. Měla by být pro pacienta srozumitelná, ne příliš odborná. Komunikace by také měla obsahovat prvky empatie, porozumění, optimismu, který bude přiměřený situaci pacienta a nebude v něm vzbuzovat plané naděje. Stejně tak je důležitý zdravý smysl pro humor, ve smyslu smát se s pacientem, nikoli pacientovi.

### Postupy a nástroje
Před přijetím pacienta do péče probíhá tzv. sociální šetření, kde se pracovník seznamuje s přirozeným prostředím pacienta a získává informace pro zmapování potřebné péče.
Plán péče je nástrojem, který je v péči o rizikové pacienty klíčový. Plán péče a naplňování stanovených cílů je důležitý jak pro pacienta, tak pro celkovou multidisciplinární spolupráci.
Plán péče se odehrává v pěti zásadních fázích. V první fázi je třeba získat potřebné informace a identifikovat potřeby pacienta. Následuje domluva na cílech, které jsou pro pacienta v poskytované péči klíčové. Pacient by se měl na plánovaných cíle podílet výrazně vyšší měrou než pracovník. Ke stanovení cílů pacienta, které budou splnitelné se využívá SMART metoda. Dále následuje plán postupu naplňování stanovených cílů. Po těchto krocích následuje konečně plán péče, který je jakýmsi kontraktem mezi pracovníkem a pacientem. Poslední fází je vyhodnocování naplnění cílů a úspěšnosti plánu péče.

Dalším nástrojem v péči o pacienta je screening, tedy organizované a systematizované vyhledávání konkrétních patologických jevů u pacientů.

## Cíle plánovaného propouštění
Obecným cílem plánovaného propouštění je zachování pacienta v bezpečí a co nejlepší možné psychické pohodě, která přispívá k úzdravě. V zájmu personálu zdravotnických a sociálních zařízení je, aby pacientův odchod probíhal plynule a bez potíží. Je potřeba aktivovat rodinné příslušníky a připravit je na příchod pacienta zpět do domácího prostředí a zároveň tak zajistit, aby dotyčný neměl z návratu domů obavy a cítil se zabezpečeně.

Cíle plánovaného propouštění můžeme shrnout do následujících šesti bodů:
- umožnit bezpečné propuštění  rizikového pacienta z akutní péče do péče v přirozeném sociálním prostředí a v navazujících sociálních (zdravotně sociálních) službách;

- umožnit a podpořit návrat pacientů domů, nastartovat rodinnou péči;
- snížit riziko sociálního vyloučení a zbytečných re-hospitalizací;

- motivovat, připravit a podpořit rodiny, aby mohly úspěšně pečovat o svého blízkého (informovat a edukovat je) – předejít institucionalizaci;

- zlepšit psychickou pohodu pacienta, zbavit ho nejistoty z toho, co bude, a tím přispět k jeho úzdravě (zapojením rodiny a pacienta do mezioborového týmu);

- uplatnit v péči celistvý přístup k pacientovi, hodnotit jeho potřeby v celém spektru jeho bio-psycho-socio-spirituálních potřeb a umožnit jejich uspokojení.[8]

Při vytváření cílů plánovaného propouštění i péče o pacienta, je důležitá spolupráce sociálních (zdravotnických) pracovníků s pacientem, potažmo jeho rodinou. Pacient je středem zájmu a při rozhodování dalšího postupu je brán zřetel na jeho potřeby, přání, možnosti, dovednosti, přirozené vazby i prostředí, do kterého má být následně umístěn.

## Principy plánovaného propouštění
Profesionálové činní v plánování propouštění se pro zachování práv a oprávněných zájmů a zajištění kvality života drží obecně přijímaných principů. Základní principy jsou následující.

### Ekosystémová perspektiva
Dává důraz na práci nejen s klientem, ale také s jeho prostředím – poskytováním podpory, informováním, a zplnomocňováním (empowermentem). Přikládá velký význam neformálním zdrojům podpory a péče, jakými může být rodina, přátelé, sousedé, komunita a veřejným a sociálním službám v místě bydliště. Výsledkem je podpora sociální inkluze.

### Case management
Při propouštění pacienta z lůžkové péče je často zapotřebí spolupráce několika prvků pomoci (instituce, organizace, neformální pečovatelé), jejichž služby je třeba koordinovat. Case management zefektivňuje součinnost.
Case-manager by měl stát „nad“ či „mezi“ jednotlivými poskytovateli, být nezávislý a mezi jeho role patří: informování, facilitace spolupráce, kooperace jednotlivých služeb a usnadňování předávání informací mezi zdravotnickými a sociálními službami a pracovníky.

### Multidisciplinarita
Multidisciplinární spolupráce je klíčem k úspěšnému propouštění, zahrnuje společné setkávání a úzkou komunikaci týmu různých profesí, jež každá přináší svůj jedinečný pohled a podílí se na plánování péče a propuštění. Plán propouštění spolu vytváří lékaři, zdravotní sestry, sociální pracovníci, fyzio a ergoterapeuti, někdy i pojišťovny a z neformálních pečujících rodina, komunita a v neposlední řadě klient.

### Orientace na zdroje a silné stránky
Při plánovaném propouštění je důležité nahlížet na klienta s ohledem na jeho osobní zdroje a zdroje jeho prostředí, což vede k nahlížení na klienta jako na schopné bytosti s potenciálem  zlepšit svou situaci. Minimalizuje riziko zneschopňování klienta, pohlížení na něj jako na objekt pomoci, ne jako na autonomní bytost se schopnostmi a silnými stránkami, kterou je. (Může se stát, že přehnanou snahou o pacientovo bezpečí se mu poskytuje i pomoc, kterou nepotřebuje, nebo která ho omezuje). Silné stránky právě mohou pomoci při řešení klientovi situace. Za zdroje se mohou považovat klientovi vlastnosti (vytrvalost), schopnosti (přizpůsobivost), nebo například i angažovaná široká rodina, dobré sousedské vztahy, atd.
Tento přístup spočívá v tom, že vše, co je schopen zajistit si sám klient, jeho nejbližší a jeho komunita, měli by tito zajistit a až posléze se hledají zdroje profesionální pomoci. Pomoc, která přichází z nejbližšího okolí je přesně a individuálně zacílená a je jen taková, jakou ji pacient skutečně potřebuje. A je z hlediska financí i času nejefektivnější.

## Povinnosti poskytovatele zdravotních služeb před propuštěním
Zákon o zdravotních službách č.372/2011 (§45-48) hovoří o povinnostech poskytovatele zdravotních služeb při propouštění rizikového pacienta z akutní péče. Poskytovatel má povinnost:
- předat následným zdravotním a sociálním službám veškeré informace o zdravotním stavu pacienta, které jsou nezbytné pro poskytnutí návazných služeb a zajištění kvalitní péče
- poskytnout písemné potvrzení o následné péči nebo dlouhodobé lůžkové péči trvající nepřetržitě déle než 60 dní, a to pro účely přiznání příspěvku na péči. O toto potvrzení žádá sám pacient.
- umožnit sociální šetření sociálním pracovníkům Úřadu práce ČR a MPSV za účelem přiznání příspěvku
- zajistit realizaci individuálního léčebného postupu pacienta, který zahrnuje i návaznost zdravotních služeb a poskytnout pacientovi informace o dalších návazných zdravotních a sociálních službách

Pokud se není pacient o sebe schopen postarat sám vzhledem ke svému zdravotnímu stavu, a je třeba péče jiné osoby, může být pacient propuštěn až po tom, co poskytovatel zdravotních služeb zajistí následnou péči. Pokud má být propuštěn pacient, u kterého není zajištěna následná péče, musí nemocnice informovat příslušný obecní úřad s rozšířenou působností.

## Následná péče
O následné péči hovoříme tehdy, kdy je u pacienta ukončena léčba, ale pacientův zdravotní stav není natolik dobrý, aby se o sebe byl schopen postarat sám, anebo jeho zdravotní stav vyžaduje ještě následné doléčení či rehabilitaci. Na základě uvedeného můžeme rozlišit několik typů následné péče:

### Péče v domácím prostředí
Je využívána v případě, že je rodina schopna zajistit svému blízkému vhodné podmínky pro žití v jeho přirozeném prostředí. Cílem této péče je, aby pacient mohl fungovat ve svém známém prostředí s dopomocí. K tomu může rodina využít finanční prostředky ve formě příspěvků na péči nebo příspěvku na kompenzační pomůcky, ale také různé terénní služby, jako je pečovatelská služba, odlehčovací služba, mobilní hospic, osobní asistence, nebo týdenní a denní stacionáře.

### Rehabilitační péče
Je typem následné lůžkové péče. Jedná se o komplex lázeňských a rehabilitačních služeb ve zdravotnických zařízeních, které jsou vhodné pro ty pacienty, kteří potřebují v krátkodobém horizontu pracovat na obnově svých fyzických funkcí. Cílem těchto služeb je stabilizace pacienta a snaha připravit ho na návrat do běžného života nebo do domácího ošetřování. Vykonává se na samostatných pracovištích fyzioterapeutů, ambulantních odděleních léčebné rehabilitace, v denních rehabilitačních stacionářích, centrech léčebné rehabilitace, rehabilitačních ústavech, lázních apod.

### Ošetřovatelská (specializovaná) péče
Může být pacientovi poskytována jak ve zdravotnických pobytových zařízeních (jako je LDN nebo centrum následné péče), tak v domácím prostředí. Tato péče je poskytována zdravotními sestrami pacientům, jejichž zdravotní i psychický stav znemožňuje vykonávání běžných denních aktivit, anebo těm, u kterých dochází k selhání základních životních funkcí či k patologickým psychických změnám, které je třeba hlídat. Jejím cílem je udržení a podpora zdraví, rozvoj soběstačnosti.

### Paliativní péče
Je využívána u pacientů v terminálním stádiu nemoci či u nevyléčitelných a chronicky nemocných. Paliativní péče, poskytovaná v domácím prostředí či v kamenných hospicích, si klade za cíl zlepšit kvalitu života umírajícího pacienta, ale také jeho rodiny, a to zejména skrze zdravotnickou péči zaměřenou na tišení bolesti, psychosociální podporu a spirituální péči.

### Péče v zařízení sociálních služeb
Je využívána u pacientů, kteří nemohou být nadále ve zdravotním či rehabilitačním zařízení, a nemohou se vrátit do svého domácího prostředí. Tento typ péče je poskytován velmi široké skupině rizikových pacientů, čemuž odpovídá i množství nabízených zařízení sociálních služeb zajišťujících následnou péči. Jedná se například o domov pro seniory, domov s pečovatelskou službou, domov se zvláštním režimem, chráněné bydlení nebo azylové domy. Tato zařízení si kladou za cíl podpořit pacienta v jeho sociální a zdravotní situaci, ať už formou pravidelné ošetřovatelské a pečovatelské pomoci, nebo formou psychosociální podpory.
Mnoho z těchto služeb je hrazených z veřejného zdravotního pojištění, zejména služby domácí zdravotní péče, zdravotní péče ve stacionářích, na lůžkových odděleních a v zařízeních sociálních služeb, ošetřovatelská péče v zařízeních pobytových sociálních služeb, ale také péče v zařízeních hospicového typu.